# Рох, Густав
Густав Рох (9 декабря 1839 Дрезден — 21 декабря 1866 Венеция) — немецкий математик.
Густав Рох родился в семье Густава Афольфа Роха, который был помощником королевской кухни и Августы Каролины Рох (ур. Бютнер), вырос в Дрездене. Густав Рох 15 октября 1863 года получил хабилитацию в Объединенном Университете Халле-Витенберга. В 1864 году написал свою самую известную работу «Ueber die Anzahl der willkürlichen Constanten in algebraischen Functionen», которая в 1865 году была опубликована в журнале Crelle. На эту статью ссылаются, когда цитируют известную теорему Римана — Роха. 21 августа 1866 года Густав Рох был назначен экстраординарным профессором Объединенного Университета Халле-Витенберг.
Несколько месяцев спустя Густав Рох умер от туберкулеза в Венеции.

## Важные труды
- Ueber die Anzahl der willkürlichen Constanten in algebraischen Functionen. (недоступная ссылка) in Crelle J. Math. 64 (1865) 372—376.
- «Ueber Integrale zweiter und die Gattung Werthermittelung der Theta-Functionen.» in Schlömilch’s Ztschr. Math. Phys. 11 (1866) 53-63.